# Роберто Торрес
Роберто Торрес (ісп. Roberto Ismael Torres Baez, нар. 6 квітня 1972) — парагвайський футболіст, що грав на позиції півзахисника.
Виступав, зокрема, за клуб «Серро Портеньйо», а також національну збірну Парагваю.

## Клубна кар'єра
У дорослому футболі дебютував 1994 року виступами за команду клубу «Серро Портеньйо», в якій провів чотири сезони. У 1999 році виступав за чилійську команду «О'Хіггінс».
Завершив професійну ігрову кар'єру в японському клубі «Джубіло Івата», за команду якого виступав протягом 1999—2000 років.

## Виступи за збірну
1996 року провів свою єдину гру в складі національної збірної Парагваю.

## Клубна статистика
| Клубна статистика | Клубна статистика | Клубна статистика | Ліга  | Ліга | Кубок            | Кубок            | Кубок ліги      | Кубок ліги      | Загалом | Загалом |
| Сезон             | Клуб              | Ліга              | Матчі | Голи | Матчі            | Голи             | Матчі           | Голи            | Матчі   | Голи    |
| Японія            | Японія            | Японія            | Ліга  | Ліга | Кубок Імператора | Кубок Імператора | Кубок Джей-ліги | Кубок Джей-ліги | Загалом | Загалом |
| ----------------- | ----------------- | ----------------- | ----- | ---- | ---------------- | ---------------- | --------------- | --------------- | ------- | ------- |
| 1999              | Джубіліо Івата    | Джей-ліга         | 1     | 0    | 0                | 0                | 0               | 0               | 1       | 0       |
| 2000              | Джубіліо Івата    | Джей-ліга         | 0     | 0    | 0                | 0                | 0               | 0               | 0       | 0       |
| Країна            | Японія            | Японія            | 1     | 0    | 0                | 0                | 0               | 0               | 1       | 0       |
| Загалом           | Загалом           | Загалом           | 1     | 0    | 0                | 0                | 0               | 0               | 1       | 0       |

## Статистика у збірній
| національна збірна Парагваю | національна збірна Парагваю | національна збірна Парагваю |
| Рік                         | Матчі                       | Голи                        |
| --------------------------- | --------------------------- | --------------------------- |
| 1996                        | 1                           | 0                           |
| Загалом                     | 1                           | 0                           |